# Field Commander Cohen: Tour of 1979
Field Commander Cohen: Tour of 1979 je live album kanadskog pjevača Leonarda Cohena objavljen 2001. Pjesme su snimljene tijekom koncerta u areni Hammersmith Odeon u Londonu, 4., 5., i 6. prosinca 1979. kao i u areni Brighton Dome u Brightonu, 15. prosinca 1979.

## Popis pjesama
1. "Field Commander Cohen" – 4:25
2. "The Window" – 5:51
3. "The Smokey Life" – 5:34
4. "The Gypsy's Wife" – 5:20
5. "Lover Lover Lover" – 6:31
6. "Hey, That's No Way to Say Goodbye" – 4:04
7. "The Stranger Song" – 4:55
8. "The Guests" – 6:05
9. "Memories" – 4:38
10. "Why Don't You Try" – 3:43
11. "Bird on the Wire" – 5:10
12. "So Long, Marianne" – 6:44